# Südlohn
Südlohn là một đô thị ở huyện Borken trong bang Nordrhein-Westfalen, Đức. Đô thị này tọa lạc gần biên giới với Hà Lan, khoảng 10 km về phía đông của Winterswijk. Đô thị này bao gồm hai làng Südlohn và Oeding.